# 默納 (內布拉斯加州)
默納（英語：Merna）是位於美國內布拉斯加州卡斯特縣的村。

## 人口
根據2020年美國人口普查的數據，默納的面積為1.39平方千米，皆為陸地。當地共有人口343人，而人口密度為每平方千米247人。